# Jesús Salazar
Jesús Melquiades Salazar del Valle, (Jauja, ?-Lima, 4 de marzo de 1931) fue un abogado y político peruano. Como político se forjó en el civilismo y terminó convirtiéndose en partidario del presidente Augusto B. Leguía. Durante el Oncenio, fue diputado por Jauja (1919-1930), y le correspondió presidir su cámara en tres legislaturas (1922, 1926, 1927). También fue Ministro de Gobierno y Policía en dos ocasiones (1924-1926 y 1928-1929).

## Biografía
Hijo de Bernardino Salazar y Antonia del Valle. Ingresó a la Universidad Mayor de San Marcos, donde se graduó de bachiller (1902) y doctor en Jurisprudencia (1910), y se recibió de abogado.
Regresó a su ciudad natal, donde ejerció su profesión. En 1903, incursionó en la política, a raíz de la alianza entre el Partido Civil y el Partido Constitucional o cacerista, militando en el primero. Como diputado suplente por la  provincia de Jauja, reemplazó al titular Juan de Dios Salazar y Oyarzábal (pariente suyo), cuando este emprendió viaje a la amazonía peruana en 1907.
Al ocurrir el cisma del Partido Civil, Salazar se orientó hacia el bando dirigido por el presidente Augusto B. Leguía, que por entonces estaba en su primer gobierno (1908-1912).
En 1915, en postrimerías del primer gobierno de Óscar R. Benavides, postuló a una diputación por Jauja, compitiendo con Alberto Benavides Canseco (cuñado y secretario del presidente), pero dicha elección fue anulada por la Corte Suprema.
Ocurrido el golpe de Estado del 4 de julio de 1919, que elevó al poder a Leguía por segunda vez, Salazar se convirtió en el más entusiasta partidario del nuevo régimen, que se autodenominó la Patria Nueva. Fue elegido diputado por Jauja a la Asamblea Nacional (Congreso Constituyente), que dio la Constitución de 1920. Luego se mantuvo como diputado ordinario hasta 1924, reeligiéndose ese año hasta 1930 durante todo el Oncenio de Leguía. Presidió su cámara en tres períodos legislativos (1922 y 1926-1927).
En el parlamento se destacó por su defensa resuelta y firme del leguiísmo. Apoyó la enmienda de la Constitución para permitir la reelección presidencial (1923). Cuando Leguía inauguró su segundo gobierno consecutivo el 12 de octubre de 1924, Salazar juró como Ministro de Gobierno y Policía, formando parte del gabinete ministerial presidido por Alejandrino Maguiña.  Le tocó enfrentar algunas rebeliones en provincias, como la de Cajamarca que encabezaron el doctor Arturo Osores, el coronel Samuel del Alcázar y el teniente Carlos Barreda, que fue sangrientamente debelada, siendo Alcázar y Barreda fusilados sin proceso. Desatada la indignación del país por este suceso, Salazar asumió ante la Cámara de Diputados la responsabilidad de los fusilamientos (2 de diciembre de 1924). La cámara, en respuesta, le dio un voto de aplauso por unanimidad. Por entonces se celebró el centenario de la batalla de Ayacucho. Salazar permaneció en el cargo de ministro hasta el 2 de agosto de 1926. Volvió al mismo cargo de 9 de agosto de 1928 a 6 de mayo de 1929.
En 1927 fue nombrado Presidente de la delegación peruana asistente a la VI Conferencia Internacional Americana, celebrada en La Habana, Cuba, del 16 de enero al 20 de febrero de 1928. Formaban parte de dicha delegación los ilustres diplomáticos Víctor M. Maúrtua y Enrique Castro Oyanguren, además de Luis Ernesto Denegri, secretario del Presidente de la República. En dicha Conferencia se aprobó el Código de Derecho Internacional Privado.
Derrocado Leguía en agosto de 1930 y desatada la persecución contra los prohombres del régimen caído, Salazar se asiló en la legación de Cuba. Acusado de enriquecimiento indebido, fue procesado por el Tribunal de Sanción Nacional, organismo creado por la junta militar. Permaneció en la legación cubana hasta su fallecimiento el 4 de marzo de 1931, víctima de una enfermedad.